# Ruben Ligeon
Ruben Ewald Ligeon (* 24. května 1992, Amsterdam) je nizozemský fotbalový obránce či záložník a bývalý mládežnický reprezentant, od září 2017 bez angažmá. Může nastoupit na pravém kraji obrany či zálohy, případně na postu levého obránce.

## Klubová kariéra
Svoji fotbalovou kariéru zahájil v mužstvu SV De Meteoor, v mládeži dále nastupoval za týmy OSV a AFC Ajax, ve kterém prošel proslulou mládežnickou akademií. V průběhu sezony 2010/11 se propracoval do seniorské kategorie. S Ajaxem vyhrál třikrát po sobě ligovou soutěž Eredivisie (2011/12, 2012/13, 2013/14), ačkoli nastřádal v těchto sezonách vždy pouze několik málo startů. Od jara 2015 působil na hostováních, postupně hrál za týmy NAC Breda, Willem II Tilburg a FC Utrecht.

### ŠK Slovan Bratislava
V červnu 2016 mu v Ajaxu skončila smlouva a dohodl se jako volný hráč se slovenským mužstvem ŠK Slovan Bratislava. S vicemistrem sezóny 2015/16 Fortuna ligy uzavřel čtyřletý kontrakt.

#### Sezóna 2016/17
S mužstvem se představil v prvním předkole Evropské ligy UEFA 2016/17 proti albánskému klubu KF Partizani. První zápas skončil bezbrankovou remízou, ale odveta v Senici se neuskutečnila. Partizani bylo přesunuto do druhého předkola Ligy mistrů UEFA 2016/17 na místo tehdejšího albánského mistra KF Skënderbeu Korçë vyloučeného kvůli podezření z ovlivňování zápasů a Slovan postoupil automaticky do dalšího předkola. Ve druhém předkole Slovan remizoval 0:0 a prohrál 0:3 s týmem FK Jelgava z Lotyšska a vypadl. V lize debutoval za Slovanu v utkání 1. kola hraného 17. července 2016 proti klubu FK Senica, na hrací plochu přišel do druhého poločasu a pomohl k výhře 1:0. V sezoně 2016/17 se podílel na zisku domácího poháru, přestože ve finále hraném 1. května 2017 proti tehdy druholigovému týmu MFK Skalica nenastoupil. Jeho spoluhráči porazili soupeře v poměru 3:0. Svůj první ligový gól za mužstvo vsítil ve 31. kole proti Tatranu Prešov a podílel se na domácí výhře 3:1. Celkem v ročníku odehrál 19 ligových zápasů.

#### Sezóna 2017/18
Se Slovanem postoupil přes arménský klub FC Pjunik Jerevan (výhry 4:1 a 5:0) do druhého předkola Evropské ligy UEFA 2017/18. V něm Ligeon nehrál a bratislavský tým vypadl po prohrách 0:1 a 1:2 s mužstvem Lyngby BK z Dánska. 12. srpna 2017 jej vedení z důvodu dlouhodobě neuspokojivých výkonů přeřadilo stejně jako jeho krajana Leslyho de Sa do juniorky neboli rezervy, Ligeon zároveň dostal svolení hledat si nové působiště. Na konci srpna 2017 se dohodl s vedením Slovanu na ukončení smlouvy.

## Klubové statistiky
Aktuální k 2. září 2017
| Sezona    | Klub                      | Soutěž       | Zápasy | Góly |
| --------- | ------------------------- | ------------ | ------ | ---- |
| 2010/2011 | AFC Ajax                  | Eredivisie   | 0      | 0    |
| 2011/2012 | AFC Ajax                  | Eredivisie   | 3      | 0    |
| 2012/2013 | AFC Ajax                  | Eredivisie   | 1      | 0    |
| 2013/2014 | AFC Ajax                  | Eredivisie   | 5      | 0    |
| 2014/2015 | AFC Ajax                  | Eredivisie   | 3      | 0    |
| 2014/2015 | NAC Breda (host.)         | Eredivisie   | 14     | 0    |
| 2015/2016 | Willem II Tilburg (host.) | Eredivisie   | 5      | 0    |
| 2015/2016 | FC Utrecht (host.)        | Eredivisie   | 7      | 0    |
| 2016/2017 | ŠK Slovan Bratislava      | Fortuna liga | 19     | 1    |
| 2017/2018 | ŠK Slovan Bratislava      | Fortuna liga | 2      | 0    |

## Reprezentační kariéra
Ruben Ligeon byl členem nizozemských mládežnických výběrů od kategorie U17. Zúčastnil se Mistrovství Evropy hráčů do 17 let 2009 v Německu, kde Nizozemsko podlehlo ve finále domácímu Německu 1:2. Zúčastnil se i Mistrovství světa hráčů do 17 let 2009 v Nigérii, kde Nizozemci nepostoupili ze základní skupiny C. S Jong Oranje (nizozemská jedenadvacítka) se zúčastnil bojů v 3. kvalifikační skupině o Mistrovství Evropy hráčů do 21 let 2015 v České republice.